# Harald Schumacher
Harald Anton Schumacher, Toni Schumacher (ur. 6 marca 1954 w Düren) – niemiecki piłkarz grający na pozycji bramkarza, i trener piłkarski. Z reprezentacją Niemiec, w której barwach rozegrał 76 meczów, zdobył mistrzostwo Europy w 1980 roku oraz wicemistrzostwo świata w 1982 i 1986 roku. Uważany jest za najlepszego obok Seppa Maiera i Olivera Kahna bramkarza w historii niemieckiej drużyny narodowej. Od 2001 do 2003 roku szkolił swoich następców w Bayerze 04 Leverkusen.

## Kariera piłkarska
- 1972-87 –  1. FC Köln
- 1987-88 –  Schalke 04 Gelsenkirchen
- 1988-89 –  Fenerbahçe SK
- 1991-92 –  Bayern Monachium
- 1995-96 –  Borussia Dortmund

## Sukcesy piłkarskie
- mistrzostwo Niemiec 1978, wicemistrzostwo Niemiec 1973 i 1982, Puchar Niemiec 1977, 1978 i 1983, finał Pucharu Niemiec 1973 i 1980 oraz finał Pucharu UEFA 1986 z 1. FC Köln
- mistrzostwo Turcji 1989 z Fenerbahçe
- mistrzostwo Niemiec 1996 z Borussią Dortmund

W Bundeslidze rozegrał 464 mecze.
W reprezentacji Niemiec od 1979 do 1986 roku rozegrał 76 meczów – mistrzostwo Europy 1980 i wicemistrzostwo świata 1982 i 1986 oraz start w Euro 1984 (runda grupowa).

## Kariera szkoleniowa
- 1992-93 –  Schalke 04 Gelsenkirchen, trener bramkarzy
- 1993-94 –  Bayern Monachium, trener bramkarzy
- 1994-98 –  Borussia Dortmund, trener bramkarzy
- 1998-99 –  Fortuna Kolonia
- od 2001 – 2003  Bayer 04 Leverkusen, trener bramkarzy